# Dhirajlal Hirachand Ambani

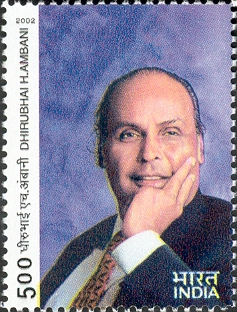
Dhirajlal Hirachand Ambani (Briefmarke von 2002)

Dhirajlal Hirachand Ambani (* 28. Dezember 1932 in Chorwad, Gujarat; † 6. Juli 2002 in Mumbai, Maharashtra) war der Gründer des indischen Petrochemiekonzerns Reliance Industries und Indiens reichster Milliardär. Er ist auch unter dem Namen Dhirubhai Ambani bekannt (bhai ist ein respektsbezeugendes Suffix in Gujarat und heißt in vielen indischen Sprachen „älterer Bruder“).
Er kam als Sohn eines Lehrers zur Welt und heiratete Kokilaben, mit der er zwei Söhne und zwei Töchter hatte. Nach seinem Tod übernahmen die Söhne Mukesh Ambani und Anil Ambani den Vorstandsvorsitz der Reliance Industries. Wegen zahlreicher Differenzen zwischen den beiden Brüdern teilten sie das Unternehmen auf und Anil Ambani gründete die Reliance - Anil Dhirubhai Ambani Group. Mit einem Vermögen von mehr als 55 Milliarden US-Dollar ist sein ältester Sohn Mukesh Ambani noch vor Lakshmi Mittal und Azim Premji, dem Vorstandsvorsitzenden des Softwareunternehmens Wipro Technologies, Asiens reichster Mann.